# Aprostocetus scoticus
Aprostocetus scoticus är en stekelart som beskrevs av Graham 1987. Aprostocetus scoticus ingår i släktet Aprostocetus och familjen finglanssteklar. Inga underarter finns listade i Catalogue of Life.